# لاندمرک (دهانه)
لاندمرک یک دهانه برخوردی در ماه‌ است.

## دهانه‌های اقماری
این دهانه ۵ دهانه اقماری دارد.
| Lundmark | عرض جغرافیایی | طول جغرافیایی | قطر          |
| -------- | ------------- | ------------- | ------------ |
| C        | ۳۵.۸° S       | ۱۵۵.۶° E      | ۲۵.۰ کیلومتر |
| B        | ۳۷.۷° S       | ۱۵۳.۲° E      | ۳۰.۰ کیلومتر |
| D        | ۳۸.۸° S       | ۱۵۴.۳° E      | ۲۹.۰ کیلومتر |
| G        | ۴۰.۵° S       | ۱۵۵.۵° E      | ۳۵.۰ کیلومتر |
| F        | ۳۹.۴° S       | ۱۵۷.۲° E      | ۲۶.۰ کیلومتر |